# Parafia greckokatolicka Przeniesienia Relikwii św. Mikołaja w Olchowcu
Parafia greckokatolicka Przeniesienia Relikwii św. Mikołaja w Olchowcu – parafia greckokatolicka w Olchowcu, w dekanacie sanockim archieparchii przemysko-warszawskiej. Założona w 1991.